# Zatoka Akrotiri
Zatoka Akrotiri (gr. Κόλπος Ακρωτηριου, trl. Kolpos Akrotiriou; tur. Limasol Körfezi) – zatoka u południowych wybrzeży Cypru na Morzu Śródziemnym, na wschód od półwyspu o tej samej nazwie. Nad zatoką usytuowane jest miasto Limassol, stąd turecka nazwa Limasol Körfezi. Południowy kraniec zatoki wyznacza Przylądek Gata.